# TP d'Or 2010
Aquesta és la llista dels guardonats amb el Premis TP d'Or 2010, entregats el 28 de febrer de 2011 en un acte celebrat als Teatros del Canal de Madrid presentat per Patricia Conde.

## Llista de guardonats
| Categoria                                      | Programa                     | Persona                      | Resultat   |  |
| ---------------------------------------------- | ---------------------------- | ---------------------------- | ---------- |  |
| millor actor                                   | Cuéntame cómo pasó           | Imanol Arias                 | Nominat    |  |
| millor actor                                   | Aída                         | Paco León                    | Guanyador  |  |
| millor actor                                   | Águila roja                  | David Janer                  | Nominat    |  |
| millor actriu                                  | Doctor Mateo                 | Natalia Verbeke              | Nominada   |  |
| millor actriu                                  | Cuéntame cómo pasó           | Ana Duato                    | Guanyadora |  |
| millor actriu                                  | El internado                 | Amparo Baró                  | Nominada   |  |
| millor presentador/a de varietats i espectacle | El Hormiguero                | Pablo Motos                  | Nominat    |  |
| millor presentador/a de varietats i espectacle | El programa de Ana Rosa      | Ana Rosa Quintana            | Guanyadora |  |
| millor presentador/a de varietats i espectacle | Tonterías las justas         | Florentino Fernández         | Nominat    |  |
| millor presentador/a d'Informatius             | Antena 3 Noticias            | Matías Prats                 | Guanyador  |  |
| millor presentador/a d'Informatius             | Informativos Telecinco       | Sara Carbonero               | Nominada   |  |
| millor presentador/a d'Informatius             | Telediario                   | Ana Blanco                   | Nominada   |  |
| millor sèrie nacional                          | Águila roja                  | Águila roja                  | Guanyador  |  |
| millor sèrie nacional                          | Cuéntame cómo pasó           | Cuéntame cómo pasó           | Nominat    |  |
| millor sèrie nacional                          | El internado                 | El internado                 | Nominat    |  |
| millor sèrie estrangera                        | House                        | House                        | Nominada   |  |
| millor sèrie estrangera                        | Los pilares de la Tierra     | Los pilares de la Tierra     | Nominada   |  |
| millor sèrie estrangera                        | Els Simpson                  | Els Simpson                  | Guanyador  |  |
| millor telenovel·la o serial                   | Pasión de gavilanes          | Pasión de gavilanes          | Nominada   |  |
| millor telenovel·la o serial                   | Amar en tiempos revueltos    | Amar en tiempos revueltos    | Guanyador  |  |
| millor telenovel·la o serial                   | Rubí                         | Rubí                         | Nominada   |  |
| millor informatiu diari                        | Telediario 1                 | Telediario 1                 | Nominat    |  |
| millor informatiu diari                        | Informativos Telecinco 15:00 | Informativos Telecinco 15:00 | Nominat    |  |
| millor informatiu diari                        | Antena 3 Noticias 2          | Antena 3 Noticias 2          | Guanyador  |  |
| millor programa d'actualitat i reportatges     | Callejeros                   | Callejeros                   | Nominat    |  |
| millor programa d'actualitat i reportatges     | Callejeros viajeros          | Callejeros viajeros          | Nominat    |  |
| millor programa d'actualitat i reportatges     | Españoles en el mundo        | Españoles en el mundo        | Guanyador  |  |
| millor programa d'espectacle i entreteniment   | El Hormiguero                | El Hormiguero                | Guanyador  |  |
| millor programa d'espectacle i entreteniment   | Tonterías las justas         | Tonterías las justas         | Nominat    |  |
| millor programa d'espectacle i entreteniment   | La hora de José Mota         | La hora de José Mota         | Nominat    |  |
| millor magazine                                | Sálvame diario               | Sálvame diario               | Nominat    |  |
| millor magazine                                | Sé lo que hicisteis...       | Sé lo que hicisteis...       | Guanyador  |  |
| millor magazine                                | España directo               | España directo               | Nominat    |  |
| millor programa d'esports                      | Previo Fórmula 1 de laSexta  | Previo Fórmula 1 de laSexta  | Nominat    |  |
| millor programa d'esports                      | Cobertura Telecinco Mundial  | Cobertura Telecinco Mundial  | Nominat    |  |
| millor programa d'esports                      | Cobertura Cuatro Mundial     | Cobertura Cuatro Mundial     | Guanyador  |  |
| millor concurs                                 | Saber y ganar                | Saber y ganar                | Nominat    |  |
| millor concurs                                 | La ruleta de la suerte       | La ruleta de la suerte       | Nominat    |  |
| millor concurs                                 | Pasapalabra                  | Pasapalabra                  | Guanyador  |  |
| millor reality                                 | Esta casa era una ruina      | Esta casa era una ruina      | Guanyador  |  |
| millor reality                                 | Gran Hermano                 | Gran Hermano                 | Nominat    |  |
| millor reality                                 | Pekín Express                | Pekín Express                | Nominat    |  |
| millor programa infantil/juvenil               | Bob Esponja                  | Bob Esponja                  | Guanyador  |  |
| millor programa infantil/juvenil               | Pocoyo                       | Pocoyo                       | Nominat    |  |
| millor programa infantil/juvenil               | Patito feo                   | Patito feo                   | Nominat    |  |
| millor anunci                                  | Renault Clio                 | Renault Clio                 | Guanyador  |  |
| millor anunci                                  | Loteria Nacional             | Loteria Nacional             | Nominat    |  |
| millor anunci                                  | Coca-Cola                    | Coca-Cola                    | Nominat    |  |
| Premi Especial a tota una vida                 | Sancho Gracia                | Sancho Gracia                | Guanyador  |  |